# 波扎诺圣母朝圣所圣殿

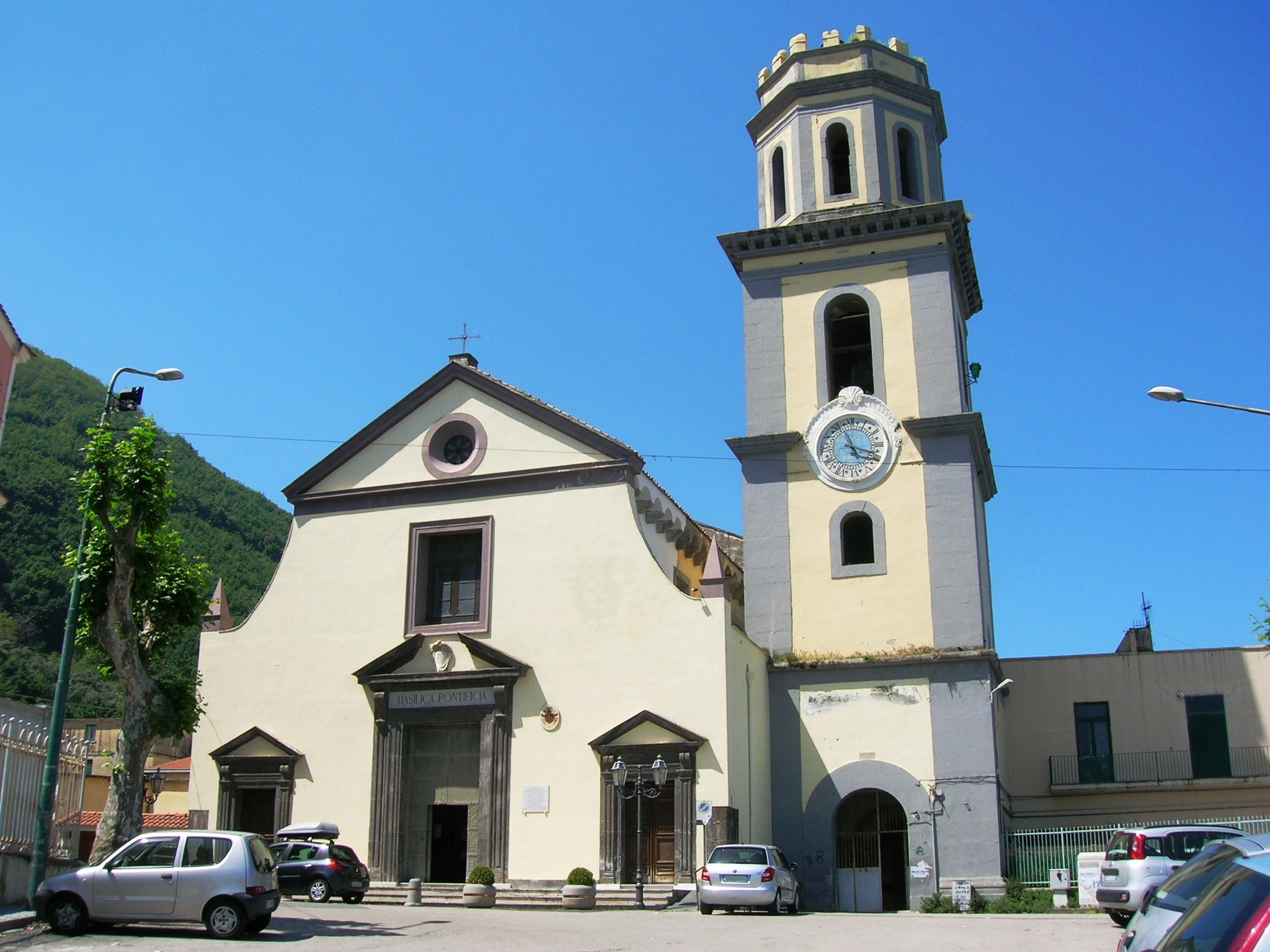

波扎诺圣母朝圣所圣殿（Basilica santuario di Santa Maria di Pozzano）是一座罗马天主教宗座圣殿和朝圣所，位于意大利坎帕尼亚大区那不勒斯广域市斯塔比亚海堡的波扎诺区，属于天主教索伦托-斯塔比亚海堡总教区的圣神堂区，供奉斯塔比亚海堡的主保圣人波扎诺圣母。该堂建于1506-1539年，于1874年祝圣。